# Pavia Jakobsen
Ludvig Adolf Pavia Kristoffer Otto Jakobsen (* 5. Juni 1897 in Arsuk; † unbekannt) war ein grönländischer Landesrat.

## Leben
Pavia Jakobsen war der uneheliche Sohn des Jägers Peter Kristoffer Kristian Morthen Jakob Jensen und Sofie Rakel Rosa Jakobsen. Am 4. Juni 1916 heiratete er in Arsuk Sofie Marie Hansine Mathæussen (1895–?), Tochter von Vittus Manasse Mikias Andreas Ephraim Matthæussen und seiner Frau Juditha Regina Dorkas sowie Schwester des Landesrats Peter Mathæussen (1892–1949). Aus der Ehe ging unter anderem der Sohn Nathan Jakobsen (1917–?) hervor. Pavia Jakobsen vertrat 1943 zeitweise Gerhard Egede im südgrönländischen Landesrat.